# Podmielowiec
Podmielowiec (dawn. Siekierno Podmilowiec) – wieś w Polsce, położona w województwie świętokrzyskim, w powiecie kieleckim, w gminie Bodzentyn.
| SIMC    | Nazwa     | Rodzaj    |
| ------- | --------- | --------- |
| 0230289 | Kamionka  | część wsi |
| 0230295 | Nowa Wieś | część wsi |

W pobliżu wsi znajduje się niewielki głaz narzutowy o wymiarach: obwód – 2,70 m., średnica – 0,90 m., wysokość – 0,60 m., zbudowany z szarobeżowego, drobnoziarnistego granitu. W 1987 r. wpisany został do rejestru zabytków przyrody (nr WKP 134).
W latach 1975–1998 miejscowość administracyjnie należała do województwa kieleckiego.